# Дьюи, Дэвис Рич
 Дэвис Рич Дьюи  (англ.  Davis Rich Dewey ; 7 апреля 1858, Берлингтон, штат Вермонт, США — 13 декабря 1942, Кембридж, США) — американский экономист, президент Американской экономической ассоциации в 1909 году, в 1886—1906 годах секретарь Американской статистической ассоциации, эмерит—профессор экономики Массачусетского технологического института.

## Биография
Дьюи родился 7 апреля 1858 года в Берлингтоне, штат Вермонт в семье табачного фабриканта Арчибальда Спрага Дьюи (1811—1891) и матери Люсина Артемисия Рич Дьюи (1830—1899). Старший брат Джон трагически погиб 17 января 1859 года, а младший брат Джон Дьюи (1859—1952) станет известным философом и педагогом.
В 1879 году получил степень бакалавра искусств (A.B.) в Вермонтском университете с отличием от общества Фи Бета Каппа. В 1879—1880 годах преподавал в окружной школе Северного Андерхилла, штат Вермонт, в 1880—1881 годах завуч государственной академии Андерхилла, в 1881—1882 годах завуч и учитель латинского и греческого в Высшей школе Гайд Парка близ Чикаго.
В 1883 году Дьюи поступил в аспирантуру Университета Джонса Хопкинса, и в 1886 году получил докторскую степень по экономике (Ph.D.). Тема диссертации была «История американской экономической литературы от прошлого до времени Генри Кэри». Летом 1885 года работает корреспондентом «Bradstreet’s Financial Review».
После окончания аспирантуры в 1886 году принял назначение на должность преподавателя истории и политологии в Массачусетский технологический институт, в 1888—1889 годах ассистент профессора экономики и статистики, в 1889—1892 годах доцент, а в 1893—1933 годах профессор и руководитель кафедры. Дьюи читал курс по инженерному администрированию в 1913—1931 годах, создав кафедру инженерного администрирования. В 1911—1913 годах — председатель МИТ факультета.
С 1886 года — член, а в 1886—1906 годах — секретарь Американской статистической ассоциации. В 1894 году председатель специальной комиссии в Массачусетсе для исследования безработицы, в 1896 году член совета Исследовательского благотворительного и реформаторского института Массачусетса, в 1902 году — специальный эксперт по зарплате для 12 переписи населения, в 1904 году — член государственной комиссии по трудовым отношениям.
В течение Первой мировой войны работал в Вашингтоне на федеральное правительство.
Дьюи был первым редактором журнала американской статистической ассоциации и в 1911—1940 годах — управляющий редактор журнала The American Economic Review. В 1908 году вице-президент, а в 1909 году президент Американской экономической ассоциации. Дьюи писал статьи в словарь Палгрейва по политической экономии, Новую Международную Энциклопедию Американа, Энциклопедию Британника, Американскую Годовую книгу и Историю Содружества Массачусетса.
В 1910 году Дьюи получил степень LL.D. от Вермонтского университета, а в 1909—1940 годах попечитель Массачусетского государственного колледжа, а с 1933 года эмерит—профессор Массачусетского технологического института.
В 1919 году директор экономической секции информации и образования службы Департамента труда в Вашингтоне, член Американской академии искусств и наук, член Международного статистического института, член чрезвычайного совета по спорам работников железной дороги во время угроз забастовок в 1928—1933 годах, член третьего созыва Арбитражной комиссии Совета посредников США в 1931—1933 годах.
Дьюи умер 13 декабря 1942 года в Кембридже.

## Семья
Дьюи женился 29 июня 1886 года на Мэри Корнели Хопкинс из Мадисон штат Висконсин (16.12.1860—1951).
У них остался сын Брэдли Дьюи (23.08.1887—14.10.1974), который женился в 1915 году на Маргарите Меллен (Дьюи) (10.01.1891—4.06.1974) и дочь Дороти Комсток (Дьюи) (25.01.1889—1963).
Внуки от Брэдли: Брэдли младший, Дэвис Рич Дьюи II (1917—1972), Маргарита Кэрролл (1919—1998), Анна Кент (Дьюи).

## Память
В честь Дьюи названа Дьюи библиотека МИТ.

## Награды
- 1904 — приз Джона Маршалла от университета Джонса Хопкинса за книгу «Финансовая история США»[6].
- 1926 — премия Генри Р. Таун[англ.] от ASME за «Кредитный фактор в структуре промышленности»[11].
- 1940 — медаль от Библиотеки Дьюи в честь выхода на пенсию как редактору журнала «American Economic Review»[6].